# Annehem

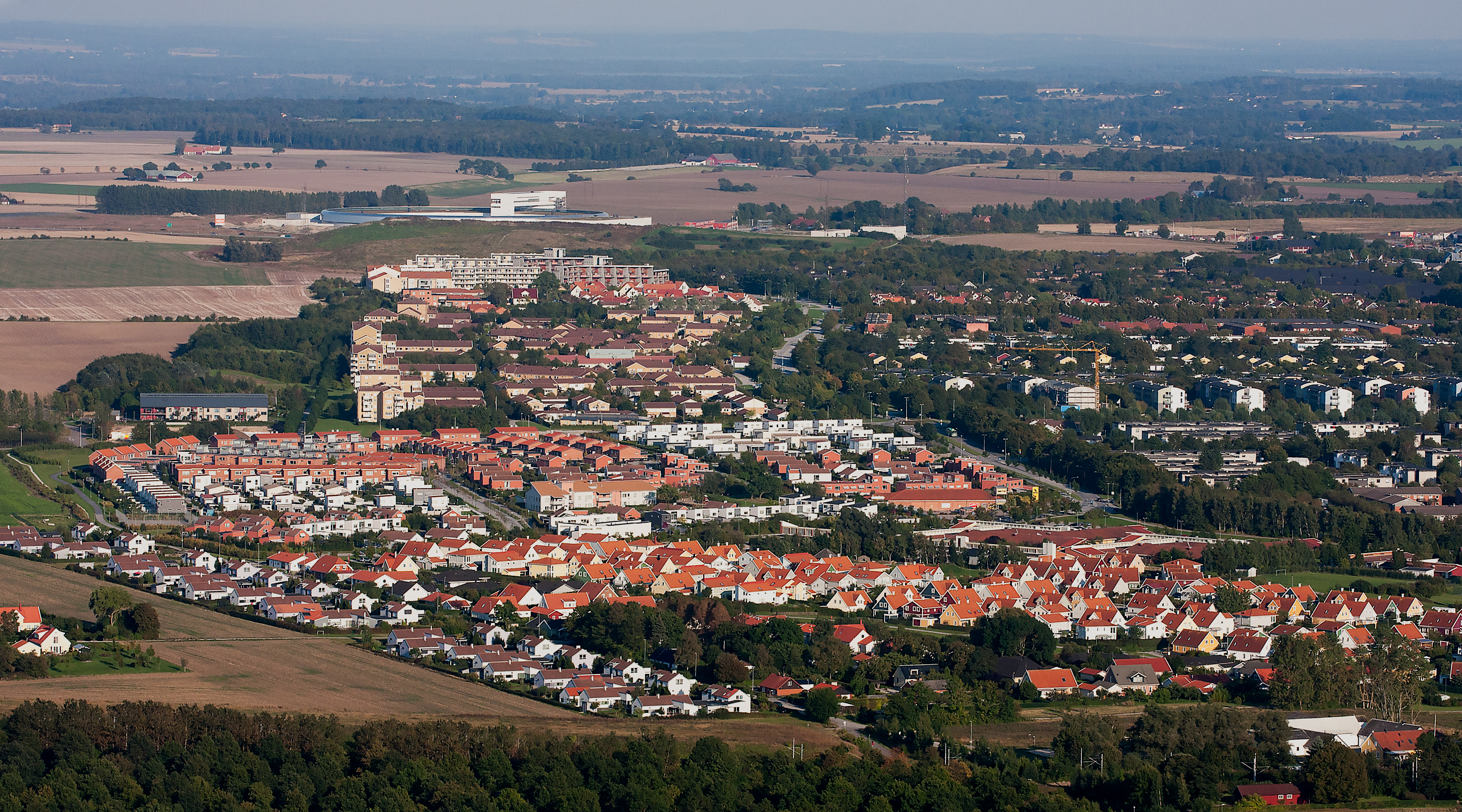
Annehem

Annehem är ett bostadsområde i norra Lund, i stadsdelen Norra Fäladen. Området ligger norr om Sankt Hans backar och väst om Norra Fäladens centrum Fäladstorget. Det är ett av stadens nyare och mest snabbväxande områden. Den äldre delen av området har karaktär av trähusbebyggelse, vilket är i princip unikt för Lund.
Området har blivit speciellt populärt bland stadens akademiker, vilket kontrasterar mot övriga delar av området Norra Fäladen som historiskt varit en arbetarstadsdel. Annehem har cirka 1 400 invånare, varav en högre andel barn än övriga delar av Lund.
Sedan 2002 är det främst hus i nyfunkisstil som byggts. Problemen med den byggteknik som användes har givit sig till känna, och fasaderna har i dessa fall restaurerats. Senare bebyggelse utgjordes av hus klädda i tegelfasad. Området har på grund av sin närhet till natur och rekreationsområdet S:t Hans backar, i kombination med spännande arkitektur, snabbt blivit ett av de mer populära i staden.   